# 伊犁將軍

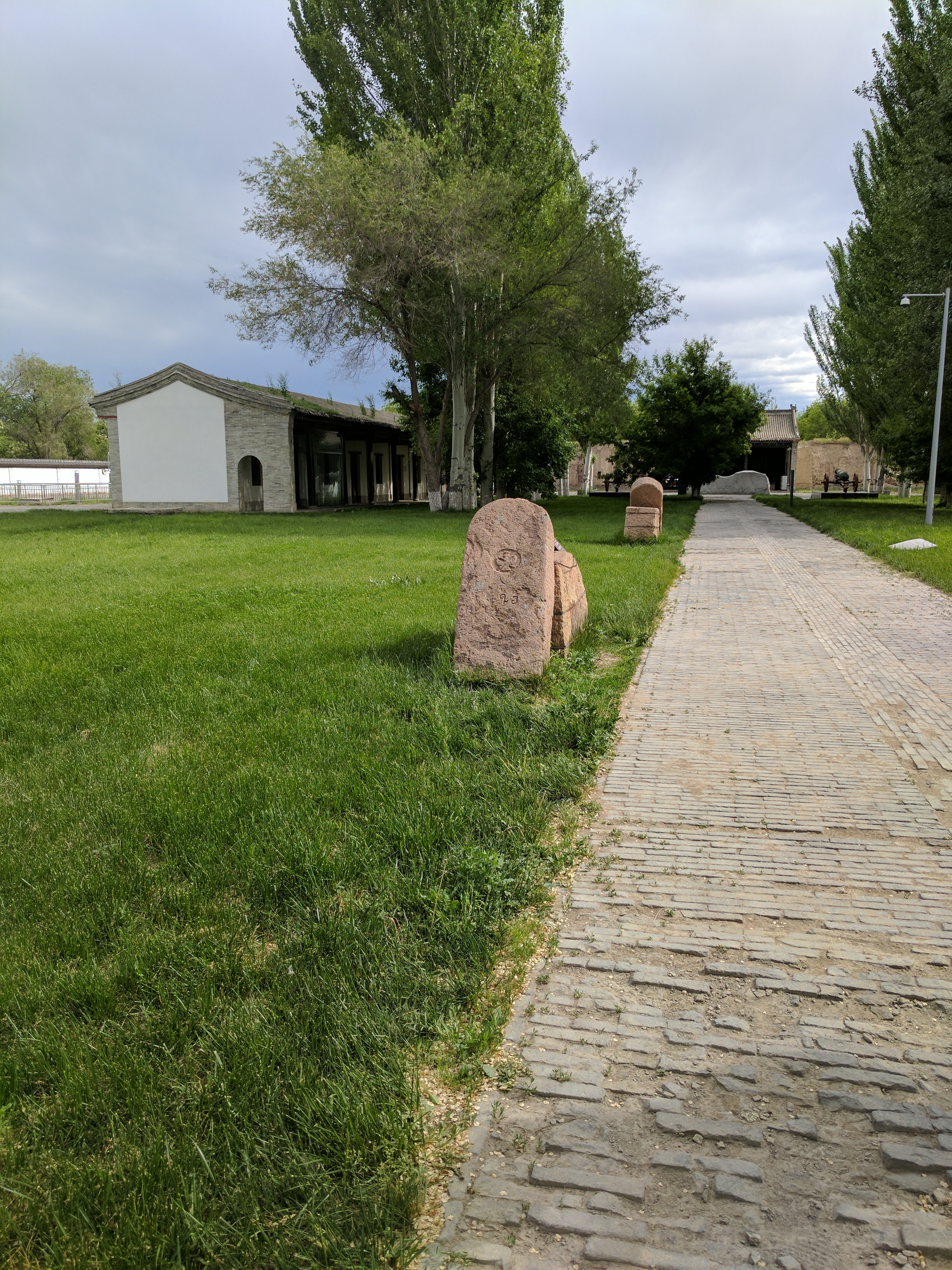
伊犁将军府

伊犁將軍（穆麟德轉寫：ili jiyanggiyūn），全称总统伊犁等处将军，是清代乾隆年间準噶爾之役和大小和卓之亂后设立的新疆地区最高军政长官。驻伊犁惠远城（今霍城縣惠遠鎮）。

## 沿革
1759年，兆惠率清军平定大小和卓之亂，西域底定。1762年，清廷设伊犁将军，明瑞就任第一任将军。伊犁将军之下，设都统、駐紮大臣，分驻天山南北各地，管理本地军政事务。北路设伊犁参赞大臣一员，领队大臣五员，塔爾巴哈臺参赞大臣一员，办事兼领队大臣一员。南路设總理回疆事務参赞大臣一员，管理喀什噶爾、葉爾羌（今莎车）、英吉沙尔（今英吉沙）、乌什、阿克苏、库车、和阗（今和田）、喀喇沙尔（今焉耆）等城办事大臣或領隊大臣。东路设乌鲁木齐都统，管理古城（今奇台）、巴里坤、哈密、库尔喀喇乌苏（今乌苏市）等城办事大臣或领队大臣。嘉慶重修《大清一統志》以伊犁將軍統轄之地為西域新疆統部。
1763年，在伊犁河北岸兴建了一座城市，乾隆皇帝命名为惠远城，作为伊犁将军的驻地。
从此，惠远城成为新疆地区的首府。又陆续修建了宁远城（今伊宁市）、惠宁城（今伊宁市巴彦岱镇）、塔勒奇城（今霍城县境内）、瞻德城（今霍城县清水河镇）、广仁城（今霍城县芦草沟）、拱宸城（老霍城县城）、熙春城（今伊宁市西城盘子）和绥定城（今水定镇 ，史称伊犁九城。其中惠远、惠宁二城为满营驻所。伊犁将军驻惠远城，绥定等六城为绿营驻所，总兵驻绥定。宁远为维吾尔族(包括塔蘭奇)商民聚居之处。伊犁将军辦事地方維吾爾人叫東衙門。
1864年，同治新疆回亂爆發。1865年，伊犁回眾攻陷伊犁將軍衙門，將軍明緒自盡，前任將軍常清被殺。1871年沙俄侵占伊犁后，惠远城遭侵略者拆毁。1876年清朝派左宗棠率大军进疆，消灭了盘踞在南疆的阿古柏。1881年清军收回伊犁，第二年在惠远旧城北7.5公里处另择新址，重建惠远城，史称新惠远城。1883年新疆正式建省，省會為迪化府（今乌鲁木齐），惠远城逐渐失去了全疆政治中心的地位，伊犁将军主要负责北疆防务。辛亥革命后，伊犁军府制被取消。

## 历任伊犁将军
1. 明瑞 乾隆27年10月 - 32年3月 满洲镶黄旗
2. 阿桂 32年3月 - 33年4月 正蓝旗
3. 伊勒图 33年7月 - 34年10月 正白旗
4. 永贵 33年10月 - 34年10月 正白旗
5. 增海 34年10月 - 34年12月 正蓝旗 宗室
6. 伊勒图 34年12月 - 36年7月 正白旗
7. 舒赫德 36年10月 - 38年7月 正白旗
8. 伊勒图 38年7月 - 48年6月 正白旗
9. 索诺木策凌 乾隆41年（1776） 镶黄旗
10. 明亮 48年6月 - 48年7月 鑲黄旗
11. 海禄 48年7月 - 48年8月 蒙古正蓝旗
12. 伊勒图 48年8月 - 57年7月 满洲正白旗 卒
13. 奎林 57年7月 -  59年9月 镶黄旗
14. 永铎 52年9月 - 52年11月 镶蓝旗 宗室
15. 保寧 52年11月 - 55年6月 正白旗
16. 永保 55年4月 - 56年3月 镶红旗
17. 保寧 56年3月 - 59年12月 正白旗
18. 明亮 59年12月 -  60年9月 镶黄旗
19. 保寧 60年9月 - 嘉庆5年正月 满洲正白旗
20. 松筠 嘉庆5年正月 - 嘉庆5年闰4月 满洲正蓝旗 未赴任
21. 保寧 嘉庆5年闰4月 - 7年正月 满洲正白旗
22. 松筠 嘉庆7年正月 - 14年3月 蒙古正蓝旗
23. 晋昌 嘉庆14年3月 - 18年6月 满洲正蓝旗
24. 松筠 嘉庆18年6月 - 20年10月 蒙古正蓝旗
25. 长龄 嘉庆20年10月 - -22年2月 蒙古正白旗
26. 晋昌 嘉庆22年2月 - 25年4月 满洲正蓝旗（宗室）
27. 高杞 嘉庆22年（1817年）2月 -满洲镶黄旗 署理
28. 庆祥 嘉庆25年4月 - 道光5年11月 满洲正白旗
29. 德英阿 道光5年9月 - -满洲镶蓝旗 署
30. 长龄 道光5年10月 - --道光7年9月 满洲正白旗
31. 德英阿 6年7月 - 9年6月 满洲镶蓝旗 卒
32. 玉麟 9年6月 - 12年9月 滿洲正黄旗
33. 特依顺保 12年9月 - --18年4月 满洲正白旗
34. 奕山 18年4月 - 20年3月 镶蓝旗 宗室
35. 关福 19年正月 - 20年3月 蒙古镶白旗
36. 布彦泰 20年3月 - --25年11月 满洲正黄旗
37. 舒兴阿 25年11月 - - 满洲正蓝旗 署理
38. 萨迎阿 25年11月 - -30年11月 满洲镶黄旗
39. 奕山 道光25年11月 - -咸丰4年10月 宗室
40. 扎拉芬泰 咸丰4年10月 - 咸丰6年10月 满洲正黄旗
41. 常清 6年10月 - 7年4月 满洲镶蓝旗 宗室
42. 扎拉芬泰 7年4月 - -10年7月
43. 常清 咸丰10年7月 - 同治3年10月 宗室镶蓝旗
44. 明绪 同治3年10月 - 同治5年5月 满洲镶红旗
45. 李云麟 同治5年5月 - ？月？日 旗籍不详 代办
46. 荣全 同治5年5月 - 光绪2年10月 满洲正黄旗
47. 金顺 光绪2年10月 - 光绪11年8月 满洲镶蓝旗
48. 锡纶 光绪11年8月 - 光绪12年8月 满洲正蓝旗
49. 色楞额 光绪12年8月 - 光绪16年5月 满洲正白旗 卒
50. 富勒铭额 光绪16年5月 - ？月？日 满洲镶白旗 署理
51. 长庚 光绪16年5月 - 光绪27年7月 满洲正黄旗
52. 馬亮 光绪27年7月 - 光绪31年6月 汉军正黄旗
53. 广福 光绪31年 - 光绪32年 蒙古正蓝旗
54. 长庚 光绪31年6月 - 宣统元年5月 蒙古正黄旗
55. 广福 宣统元年5月 - 宣统3年正月 蒙古正蓝旗
56. 志锐 宣统3年正月 - 宣统3年10月 蒙古正红旗 卒
57. 额勒浑 宣统3年11月 旗籍不详